# Ophiorrhiza lancilimba
Ophiorrhiza lancilimba är en måreväxtart som beskrevs av Elmer Drew Merrill. Ophiorrhiza lancilimba ingår i släktet Ophiorrhiza och familjen måreväxter. Inga underarter finns listade i Catalogue of Life.